# Storumans kommunala realskola
Storuman kommunala realskola var en kommunal realskola i Storuman verksam från 1951 till 1971.

## Historia
1947 inrättades en högre folkskola som 1951 ombildades till en kommunal mellanskola som 1 juli 1952 ombildades till kommunal realskola.
Realexamen gavs från 1952 till 1971.
En ny skolbyggnad stod klar 1951 samma år som skolan blev en kommunal mellanskola.